# Jacques Ibert
Jacques François Antoine Ibert (1890-1962) là nhà soạn nhạc người Pháp.

## Tiểu sử
Jacques Ibert học âm nhạc tại Nhạc viện Paris. Vở opera Angélique khiến ông nổi tiếng. Từ năm 1937, ông làm giám đốc Biệt thự Medici tại Rome. Trong những năm tháng Pháp bị phát xít Đức, ông đã bị đe dọa tử hình do có những ưt tưởng yêu nước. Trong các năm 1955-1956, Ibert giữ chức giám đốc hành chính các nhà hát được chính phủ. Ông trở thành viện sĩ Viện Pháp quốc từ năm 1956.

## Phong cách âm nhạc
Sáng tác của Jacques Ibert đi theo những truyền thống tốt đpẹ nhất của văn hóa Pháp, có thẩm mỹ tinh tế, có bản lĩnh bậc thầy, nhất là trong lĩnh vực màu sắc dàn nhạc giao hưởng.

## Những tác phẩm
Jacques Ibert đã viết:
- 8 vở opera, nổi bật là:

- Angélique (1926)
- Vua xứ Yveto (1928)
- Đại bàng con (Ibert viết tác phẩm này cùng Arthur Honegger vào năm 1936)

- Tác phẩm ballet, nổi bật là:

- Chiếc quạt của Jeanne (Ibert viết cùng 9 nhà soạn nhạc khác)
- Kỵ sĩ lang thang (1935)
- Những cuộc tình của Jupiter (1945)

- Những tác phẩm cho dàn nhạc giao hưởng, trong đó có:

- Concerto cho violin (1926)
- Concerto cho sáo
- Bản giao hưởng số 2 (Bostoniana, 1955)

- Những tác phẩm nhạc thính phòng, nổi bật là:

- Antonio và Cléopâtre
- Giấc mộng đêm hè

- Tác phẩm cho ca sĩ và piano